# 浜田到
浜田 到（はまだ いたる、1918年6月19日 - 1968年4月30日）は、日本の歌人、詩人、医師。ロサンゼルス出身。

## 略歴
1912年、農園を経営していた両親が移住していたロサンゼルスに生まれ、4歳のとき帰国。両親の出身地である鹿児島県国分市（現・霧島市）に育つ。鹿児島県立第一中学校（現鹿児島県立鶴丸高等学校）在学中に短歌を始め、旧制姫路高等学校、旧制岡山医科大学を卒業。
1935年に、一中の教員であった安田尚義が主宰する潮音系短歌雑誌『山茶花』に短歌作品を発表。異色ある作品として注目される。以後、『歌宴』『工人』を経由。
1944年に岡山医科大学卒業後、鹿児島市内の済生会病院に勤務（内科医）。
1951年、中井英夫に見出され『短歌研究』8月号の「モダニズム短歌特集」に塚本邦雄らとともに寄稿、1960年には塚本邦雄、寺山修司、山中智恵子、菱川善夫らとともに同人誌「極」に参加。「浜田遺太郎」名義で詩も書き、木原孝一に評価される。
1968年4月30日、往診先で酒を振る舞われ、帰路に自転車で転倒し、側溝に落下して頭の骨を折って事故死（49歳）。死後翌年、旧『歌宴』同人たちの手により歌集『架橋』が出版され、1971年には『浜田遺太郎詩集』も刊行される。
2024年より霧島市で浜田到顕彰きりしま短歌大会が開催されている。

## 著書
- 歌集『架橋』1969年、白玉書房
- 詩集『浜田遺太郎詩集』1971年、昭森社